# Gemeinde Markovci

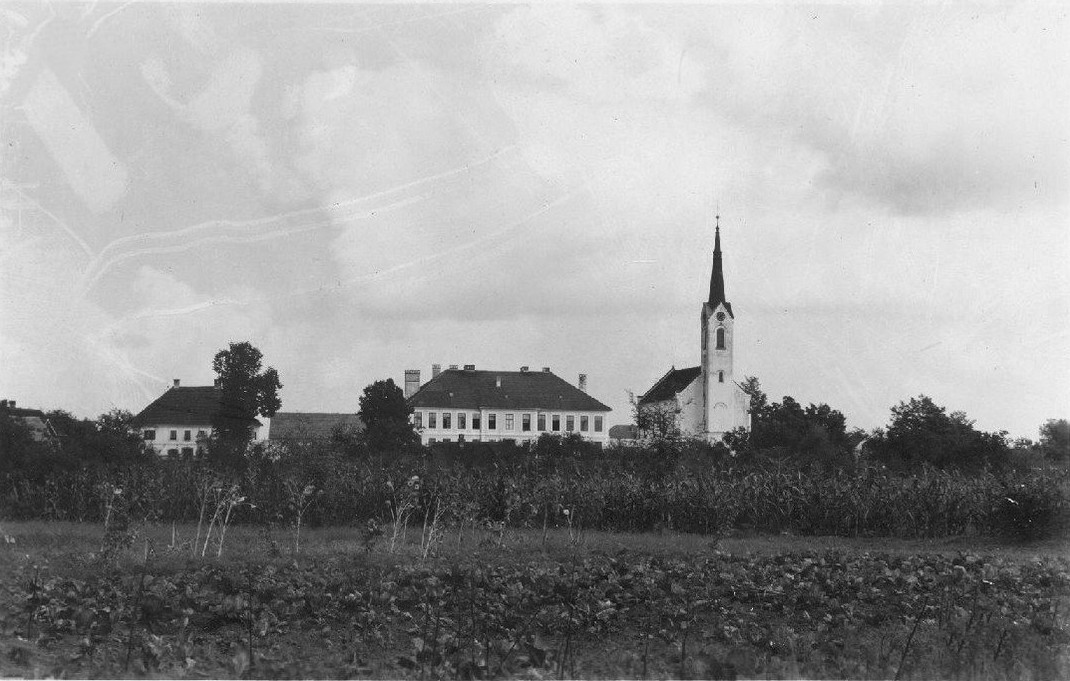
Alte Ansicht auf den Hauptort Markovci aus der ersten Hälfte des 20. Jahrhunderts.

Markovci (deutsch: Sankt Marxen) ist der Name einer Gemeinde und der namensgebenden Ortschaft im Nordosten Sloweniens. Sie liegt in der historischen Landschaft Spodnja Štajerska (Untersteiermark) und in der statistischen Region Podravska.

## Geographie

### Lage
Markovci liegt im Ptujsko polje (Pettauer Feld), einer Verlängerung des Dravsko polje (Draufeld) Richtung Osten auf der linken Seite der Drau auf 221 m. ü. A. Der Hauptort befindet sich am Ufer des Ptujsko jezero, dem Stausee des Wasserkraftwerks Formin. Die Kommune ist eine direkte Nachbargemeinde der Stadt Ptuj.

### Gemeindegliederung
Die Gemeinde umfasst neun Ortschaften. Die deutschen Exonyme in den Klammern wurden bis zum Abtreten des Gebietes an das Königreich der Serben, Kroaten und Slowenen im Jahr 1918 vorwiegend von der deutschsprachigen Bevölkerung verwendet und sind heutzutage größtenteils unüblich. (Einwohnerzahlen Stand 1. Januar 2017):
- Borovci (Worowetz), 314
- Bukovci (Puchdorf), 995
- Markovci (Sankt Marxen), 489
- Nova vas pri Markovcih (Neudorf), 395
- Prvenci (Pervenzen), 221
- Sobetinci (Sobetinzen), 167
- Stojnci (Steindorf), 846
- Strelci (Strelzen), 101
- Zabovci (Sabofzen), 484

### Nachbargemeinden
| Ptuj  | Dornava                                     | Gorišnica |
| Videm | Kompassrose, die auf Nachbargemeinden zeigt | Gorišnica |
| Videm | Cirkulane                                   | Cirkulane |

## Geschichte
Das Dorf wurde 1215 das erste Mal erwähnt. Bekannt sind auch die Faschingsfiguren, die an Fašenk in den Dörfern gezeigt, und seit 1960 im Rahmen des Kurentovanje in Ptuj präsentiert werden. Dabei spielt der Korant, ein Dämon, eine wichtige Rolle.
Ursprünglich war Markovci ein Bestandteil der Stadtgemeinde Ptuj, bevor die Gemeinde im Jahr 1998 unabhängig wurde.